# Ernst Budde

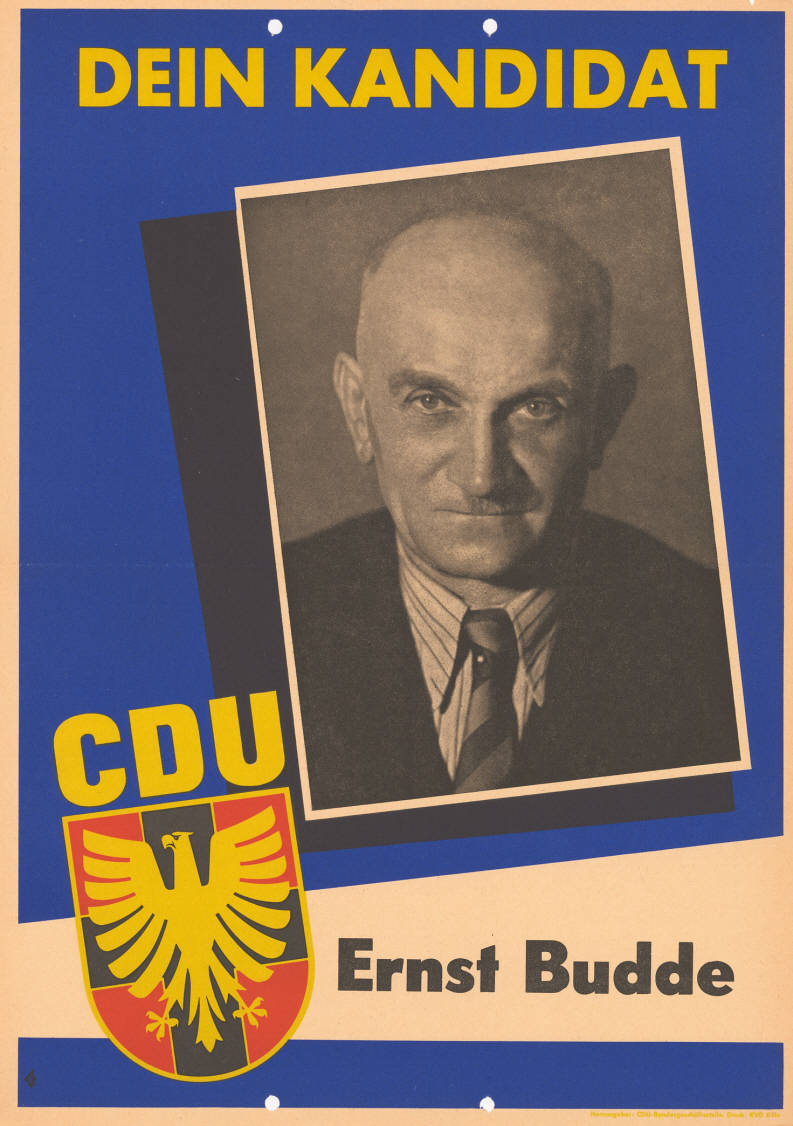
Wahlplakat der CDU (1954)

Ernst Budde (* 19. Mai 1890 in Kleinenbernberg, Kreis Gummersbach; † 18. Januar 1959) war ein deutscher Politiker (CDU). Er war von 1947 bis 1959 Abgeordneter im Landtag von Nordrhein-Westfalen.

## Leben
Budde absolvierte nach der Volksschule die Präparande, eine Unterstufe der Lehrerbildungsanstalt, und eine Landwirtschaftsschule. Danach übte er eine Tätigkeit als Landwirt und als Landhandelskaufmann aus. Von 1920 bis 1928 war er Mitglied der Deutschnationalen Volkspartei, für die er von 1924 bis 1927 Mitglied des Kreistags Waldbröl war. Von 1928 bis 1933 war er Mitglied und im Vorstand der Christlichnationalen Landvolkpartei. Von 1920 bis 1933 und ab 1946 war er Gemeindevertreter im Gemeinderat Denklingen.

## Politik
Budde trat im Jahr 1946 der CDU bei, für die er im Jahr 1946 Mitglied im Kreistag des Oberbergischen Kreises und dort deren Fraktionsvorsitzender war. Ebenfalls ab 1946 war er Mitglied des Bundesausschusses der CDU. Budde wurde bei der Wahl zum Ersten Landtag von Nordrhein-Westfalen direkt im Wahlkreis 025 Oberbergischer Kreis-Süd ins Landesparlament gewählt, dem er insgesamt vier Wahlperioden angehörte. Er gehörte dem Landtag insgesamt vom 20. April 1947 bis zu seinem Tod am 18. Januar 1959 an.